# أفيري إي. فيلد
أفيري إي. فيلد (بالإنجليزية: Avery E. Field)‏ هو مصور أمريكي، ولد في 19 ديسمبر 1883 في سبارتا في الولايات المتحدة، وتوفي في 31 أكتوبر 1955 في ريفرسايد في الولايات المتحدة.